# Slag bij Moorefield
De Slag bij Moorefield vond plaats op 7 augustus 1864 in Hardy County (West Virginia) als deel van de veldtochten in de Shenandoahvallei van 1864 tijdens de Amerikaanse Burgeroorlog. Deze cavalerieslag werd uitgevochten tussen de Zuidelijken onder leiding van brigadegeneraal John McCausland en de Noordelijke troepen aangevoerd door brigadegeneraal William W. Averell.

## Achtergrond
Na de Zuidelijke overwinning bij Kernstown op 24 juli 1864, stuurde Jubal A. Early zijn cavalerie, aangevoerd door McCausland en Bradely Tyler Johnson, op strooptocht naar Chambersburg, Pennsylvania en Cumberland, Maryland. Op 29 juli staken ze de Potomac over bij Williamsport, Maryland. De Zuidelijken rukten verder op in noordelijke richting. Averell nam verkeerdelijk aan dat de Zuidelijken Baltimore als doel hadden en stelde zijn troepen zodanig op dat Baltimore beschermd was. De Zuidelijken hadden echter Chambersburg als eerste doel en door de fout van Averell slaagden de Zuidelijken erin om Chambersburg zonder tegenstand te plunderen. Daarna reden ze verder richting Cumberland in West Virginia.
Op 4 augustus vielen de Zuidelijken de Baltimore & Ohio spoorweg aan bij New Creek. Deze aanval werd echter afgeslagen door een klein Noordelijke garnizoen.
Na de mislukte aanval trokken de Zuidelijken zich terug naar Moorefield en sloegen daar hun tenten op. McCausland was zo onvoorzichtig genoeg om zijn twee divisies langs weerszijden van de South Branch Potomac te laten kamperen zonder dat ze rechtstreeks hulp aan elkaar konden bieden in geval van nood.
Ondertussen stak de strijdmacht van Averell de Potomac over bij Hancock, Maryland en reden naar Springfield, West Virginia. Op 6 augustus kreeg Averell informatie over de mislukte Zuidelijke aanval op New Creek en hun kampement bij Moorefield. Averell zou de vijand geen tweede keer door zijn vingers laten glippen. De volgende dag stuurde Averell verkenners om de vijandelijke stellingen te verkennen. Tegen 18.00u kwamen de verkenners terug met de broodnodige informatie. Omdat Averell sterk in de minderheid was (2 tegen 1 verhouding) plande hij een verrassingsaanval door ’s nachts aan te vallen. Om 01.00u op 7 augustus vertrokken de Noordelijken vanuit Mill Creek om de vijand aan te vallen.

## De slag
Rond 03.00u botste de Noordelijke voorhoede onder leiding van kapitein Thomas Kerr op de vijandelijke voorposten  ten noorden van Moorefield. Toen de Noordelijke hoofdmacht ter plaatse kwam, stelde Averell majoor Thomas Gibson op in het centrum langs de Moorefield Road. Twee colonnes aangevoerd door kolonel William Powell vormden de flanken. Kerr vormde opnieuw de voorhoede. Averell ging over tot de aanval. Gibsons soldaten vielen het kamp van Bradley Johnson aan. De meeste van Johnsons manschappen lagen te slapen en werden net op tijd wakker om krijgsgevangengenomen te worden of het op een lopen te zetten. Het lawaai maakte McCauslands soldaten wakker in het andere kamp. Ze stelden zich op en konden de Noordelijke aanval opvangen. Averell was hierop voorzien en stuurde zijn flanken over de rivier om de vijand aan te vallen. Deze aanval op McCauslands soldaten resulteerde in een blinde paniek waarbij de Zuidelijken het collectief op een lopen zetten. De Noordelijken zetten de achtervolging in. Ten oosten van Moorefield bij Winchester Pike botsten de Noordelijken op brigadegeneraal William Jacksons cavalerie. Jackson probeerde nog zijn artillerie op te stellen om het vuur te openen op de vijand. Echter door de stroom aan Zuidelijke en Noordelijke soldaten kon Jackson geen effectieve steun verlenen. Ook zijn artillerie werd veroverd.

## Gevolgen
Volgens de officiële verslagen werden er 38 officieren en 377 soldaten gevangengenomen, sneuvelden er 13 en raakten er 60 gewond bij de Zuidelijken. Vele Zuidelijken waren initieel gevangengenomen maar konden in de verwarring toch nog ontsnappen. Averell verloor 11 doden, 18 gewonden en 13 krijgsgevangenen. Dit verlies verlamde de Zuidelijke cavalerie in het gebied voor de rest van de oorlog.